# Maroška arhitektura
Maroška arhitektura odraža raznoliko geografijo in dolgo zgodovino Maroka, ki so jo zaznamovali zaporedni valovi naseljencev skozi migracije in vojaška osvajanja. Ta arhitekturna dediščina vključuje starorimska mesta, zgodovinsko islamsko arhitekturo, lokalno vernakularno arhitekturo, francosko kolonialno arhitekturo 20. stoletja in moderno arhitekturo.
Večino maroške tradicionalne arhitekture zaznamuje slog, ki se je razvil v islamskem obdobju, od 7. stoletja naprej. Ta arhitektura je bila del širše tradicije "mavrske" ali zahodne islamske arhitekture, ki je bila značilna tako za Magreb (Maroko, Alžirijo in Tunizijo) kot za Al Andaluz (muslimansko Španijo in Portugalsko). Zmešal je vplive kulture Amazigh (Berberi) v severni Afriki, predislamske Španije (rimske, bizantinske in vizigotske) in sodobnih umetniških tokov na islamskem Bližnjem vzhodu, da bi skozi stoletja razvil edinstven slog s prepoznavnimi značilnostmi, kot je podkvasti lok, vrtovi riad ter dovršeni geometrijski in arabeskni motivi v lesu, izrezljani štukature in ploščice zellij.
Čeprav maroška arhitektura Amazighov ni strogo ločena od preostale maroške arhitekture, so številne strukture in arhitekturni slogi izrazito povezani s tradicionalno Amazigi ali regijami, v katerih prevladujejo Amazigi, kot so gorovje Atlas ter Sahara in predsaharske regije. Te večinoma podeželske regije zaznamujejo številne kazbe (trdnjave) in ksar (utrjene vasi), ki jih oblikujejo lokalna geografija in družbene strukture, med katerimi je ena najbolj znanih Ksar Ait-Ben-Hadu. Običajno so izdelani iz nabite zemlje in okrašeni z lokalnimi geometrijskimi motivi. Daleč od tega, da bi bili izolirani od drugih zgodovinskih umetniških tokov okoli sebe, so ljudstva Amazigh v Maroku (in po vsej Severni Afriki) prilagodila oblike in ideje islamske arhitekture svojim razmeram in posledično prispevala k oblikovanju zahodne islamske umetnosti, zlasti med njihovo politično prevlado nad regijo v stoletjih vladavine Almoravidov, Almohadov in Marinidov.
Moderna arhitektura v Maroku vključuje številne primere zgodnjega 20. stoletja Art déco in lokalno neomavrsko arhitekturo, zgrajeno med francosko in špansko kolonialno okupacijo države med letoma 1912 in 1956 (ali do leta 1958 za Španijo). V poznejšem 20. stoletju, potem ko je Maroko ponovno pridobil svojo neodvisnost, so nekatere nove stavbe še naprej izkazovale poklon tradicionalni maroški arhitekturi in motivom (tudi če so jih zasnovali tuji arhitekti), kot ponazarjata mavzolej Mohameda V. (dokončan leta 1971) in ogromna mošeja Hasana II. v Casablanci (dokončana l 1993). Modernistična arhitektura je očitna tudi v sodobnih gradnjah, ne samo za običajne vsakodnevne strukture, temveč tudi v velikih prestižnih projektih.

## Zgodovina

### Antika
Čeprav je manj dobro dokumentirano, so v najzgodnejših zgodovinskih obdobjih Maroka prevladovale berberske skupine in kraljestva, vse do berberskega kraljestva Mavretanije. V 7. ali 8. stoletju pr. n. št. so Feničani na atlantski obali ustanovili kolonijo Lixus, ki je kasneje prišla pod kartagžansko, mavretansko in nazadnje rimsko kontrolo. Druga pomembna mesta, kot sta Tingis (današnji Tanger) in Sala (Chellah), so ustanovili in razvili Feničani ali mavretanski Berberi. Naselbina Volubilis je bila tradicionalna prestolnica mavretanskega kraljestva od 2. stoletja pr. n. št., čeprav je bilo morda ustanovljeno že v 3 stoletju pred našim štetjem. Pod mavretansko vladavino so bile njegove ulice razporejene v mrežastem tlorisu in so morda vključevale kompleks palač in utrjeno obzidje. Vpliv punske (kartažanske) kulture v mestu je arheološko potrjen s punskimi stelami in ostanki punskega templja. Mavretanski kralj Juba II. (vladal 25 pr. n. št.–23 n. št.), kralj Rima in promotor pozne helenistične kulture, je v Lixu zgradil palačo, ki je temeljila na helenističnih vzorih.
Rimska poselitev in gradnja je bila na ozemlju današnjega Maroka, ki je bil na robu cesarstva, veliko manj obsežna kot v bližnjih regijah, kot sta Hispanija ali Afrika (današnja Tunizija). Najpomembnejša mesta in tista, na katera je rimska kultura najbolj neposredno vplivala, so bila Tingis, Volubilis in Sala. Rimska arhitektura velikega obsega je bila relativno redka; na primer, v regiji je samo en znan amfiteater, v Lixusu. Volubilis, največje mesto v notranjosti, je postalo dobro razvit provincialni rimski municipij in njegove ruševine so danes najbolje ohranjeno rimsko mesto v Maroku. Vključevala je akvadukte, forum, kopališke komplekse, baziliko, Kapitolski tempelj in slavolok, posvečen cesarju Karakali in njegovi materi v letih 216–217. Na tem mestu so ohranjeni tudi številni lepi rimski mozaiki. Še naprej je bilo urbano središče tudi po koncu rimske okupacije leta 285, z dokazi o latinskokrščanski, berberski in bizantinski (vzhodnorimski) poselitvi.(str.53)

### Zgodnje islamsko obdobje (8.–10. stoletje)
V zgodnjem 8. stoletju se je regija vztrajno integrirala v nastajajoči muslimanski svet, začenši z vojaškimi vdori Muse ibn Nusajra in postala bolj dokončna s prihodom rodbine Idrisid ob koncu tega stoletja. Prihod islama je bil izjemno pomemben, saj je razvil nov niz družbenih norm (čeprav so nekatere od njih poznale judovsko-krščanske družbe) in institucij, ki so tako do neke mere oblikovale vrste stavb, ki so bile zgrajene, in estetsko ali duhovno vrednote, ki so vodile njihovo zasnovo.
Idrisidi so ustanovili mesto Fes, ki je postalo njihova prestolnica ter glavno politično in kulturno središče zgodnjega islamskega Maroka. V tem zgodnjem obdobju je Maroko sprejel tudi valove priseljencev iz Tunizije in Al Andaluza (Španije in Portugalske pod muslimansko oblastjo), ki so prinesli kulturne in umetniške vplive iz svojih domov. Najzgodnejši znani spomeniki iz islamskega obdobja v Maroku, kot sta mošeji al-Karauin (danes Univerza al-Karauin) in mošeja Andaluzijcev v Fesu, so bili zgrajeni v obliki hipostila in so zgodaj uporabljali podkvasti ali 'mavrski' lok. Ti so odražali zgodnje vplive velikih spomenikov, kot sta Velika mošeja v Kairouanu in Velika mošeja, Córdoba. V 10. stoletju je velik del severnega Maroka prišel neposredno v vplivno sfero Omajadskega kalifata v Cordobi, s konkurenco Fatimidskega kalifata bolj vzhodno. Zgodnji prispevki k maroški arhitekturi iz tega obdobja vključujejo razširitve mošej Karauin in Andalusiyyin ter dodajanje njunih minaretov s kvadratnimi osmi, najstarejših ohranjenih mošej v Maroku, ki predvidevajo standardno obliko poznejših maroških minaretov.

### Berberski imperiji: Almoravidi in Almohadi (11.–13. stoletje)
Propadu kordobskega kalifata v zgodnjem 11. stoletju je sledil pomemben napredek krščanskih kraljestev v muslimanski Al Andaluz in vzpon večjih berberskih imperijev v Maroku. Slednji so najprej vključevali Almoravide (11.–12. stoletje) in nato Almohade (12.–13. stoletje), ki sta oba prevzela tudi nadzor nad preostalim muslimanskim ozemljem v Al Andaluzu in ustvarila imperije, ki so se raztezali po velikih delih zahodne in severne Afrike in v Evropo. To obdobje velja za eno najbolj formativnih stopenj maroške in mavrske arhitekture, saj je vzpostavilo številne oblike in motive, ki so bili izpopolnjeni v naslednjih stoletjih. Ta dva imperija sta bila odgovorna za ustanovitev nove cesarske prestolnice v Marakešu, Almohadi pa so prav tako začeli graditi monumentalno prestolnico v Rabatu.
Almoravidi so prevzeli arhitekturni razvoj Al Andaluza, kot so kompleksni prepleteni loki Velike mošeje v Cordobi in palače Aljafería v Zaragozi, hkrati pa so uvedli nove okrasne tehnike z vzhoda, kot so muqarnas ('kapniki' ali 'satovje'). Almohadski mošeji Kutubija in Tinmal pogosto veljata za prototipa poznejših maroških mošej. Monumentalni minareti (npr. minaret Kutubija, Giralda iz Sevilje in Hasanov stolp v Rabatu) in okrasna vrata (npr. Vrata Bab Agnau v Marakešu ter Bab Oudaia in Bab er-Rouah v Rabatu) iz obdobja Almohadov so prav tako vzpostavili splošno dekorativne sheme, ki so se od takrat naprej ponavljale v teh arhitekturnih elementih. Minaret mošeje Kazba v Marakešu je bil še posebej vpliven in je določil slog, ki se je z manjšimi izboljšavami ponovil v naslednjem marinidskem obdobju. Almoravidi in Almohadi so spodbujali tudi tradicijo ustanavljanja vrtnih posestev na podeželju njihove prestolnice, kot sta vrtovi Menara in vrtovi Agdal na obrobju Marakeša. V poznem 12. stoletju so Almohadi ustvarili novo okrožje utrjenih palač, Kazbo v Marakešu, ki je služilo kot njihova kraljeva rezidenca in upravno središče. Te tradicije in politike so imele prejšnje precedense v Al Andaluzu – kot je ustanovitev Medina Azahara blizu Cordobe – in so jih nato ponovili prihodnji vladarji Maroka.

### Marinidi (13.–15. stoletje)
Berberska rodbina Marinidov, ki je sledila, je bila pomembna tudi pri nadaljnjem prečiščevanju umetniške zapuščine, ki so jo vzpostavili njihovi predhodniki. S sedežem v Fesu so gradili spomenike z vse bolj zapleteno in obsežno dekoracijo, zlasti v lesu in štukaturi. Bili so tudi prvi, ki so začeli obsežno uporabljati zellij (polaganje mozaičnih ploščic v zapletenih geometrijskih vzorcih). Predvsem so bili prvi, ki so zgradili medrese, vrsto ustanove, ki izvira iz Irana in se je razširila na zahod. Medrese v Fesu, kot so medrese Bou Inania, al-Attarine in as-Sahrij, pa tudi medresa Marinid v Saléju in druga medresa Bou Inania v Meknesu, veljajo za največja arhitekturna dela tega obdobja. Medtem ko je arhitektura mošeje v veliki meri sledila Almohadskemu modelu, je bila ena opazna sprememba postopno povečanje velikosti sahna ali dvorišča, ki je bilo prej manjši element tlorisa, vendar je sčasoma v poznejšem saadskem obdobju postalo tako veliko kot glavna molitvena dvorana in včasih večja. Kot Almohadi pred njimi so si tudi Marinidi ustvarili ločeno mesto-palačo zase; tokrat zunaj Fesa. Ta nova utrjena citadela, pozneje znana kot Fes Jdid, je imela niz dvojnih zidov za obrambo, novo Veliko mošejo, ogromen kraljevi vrt na severu, znan kot el-Mosara, rezidence za vladne uradnike in vojašnice za vojaške garnizije. Kasneje, verjetno v 15. stoletju, je bila na njegovi južni strani ustvarjena nova judovska četrt, prva mela v Maroku, ki je napovedovala ustanovitev podobnih okrožij v drugih maroških mestih v kasnejših obdobjih.
Arhitekturni slog pod Marinidi je bil zelo povezan s tistim, ki ga najdemo v Granadskem emiratu v Španiji, pod sodobno rodbino Nasridov. Okrasje slovite Alhambre tako spominja na tisto, kar so v istem času zgradili v Fesu. Ko je Granado leta 1492 osvojila katoliška Španija in se je zadnje muslimansko kraljestvo Al Andaluz končalo, je veliko preostalih španskih muslimanov (in Judov) pobegnilo v Maroko in Severno Afriko, kar je pozneje še povečalo andaluzijski vpliv v teh regijah generacije.

### Šarifijske dinastije: Saadijci in Alaviji (16.–19. stoletje)
Za Marinidi je prišla rodbina Saad, ki je zaznamovala politični premik od imperijev pod vodstvom Berberov k sultanatom pod vodstvom arabskih šarifijskih rodbin. Umetniško in arhitekturno pa je obstajala široka kontinuiteta in moderni učenjaki menijo, da Saadijci nadaljujejo izpopolnjevanje obstoječega maroško-mavrskega sloga, pri čemer nekateri menijo, da so Saadijske grobnice v Marakešu eden od vrhuncev tega sloga.
Začenši s Saadijci in nadaljujejo z Alavidi (njihovi nasledniki in vladajoča monarhija danes), moderni (zahodni) učenjaki prikazujejo maroško umetnost in arhitekturo kot relativno konservativno; kar pomeni, da je še naprej reproducirala obstoječi slog z visoko natančnostjo, vendar ni uvedla večjih inovacij. Mansur, so bili ekstenzivni gradbeniki in so imeli koristi od velikih gospodarskih virov na vrhuncu svoje moči v poznem času 16. stoletje. Poleg Saadijskih grobnic so zgradili tudi Ben Jusufovo medreso in več večjih mošej v Marakešu, vključno z mošejo Mouassine in mošejo Bab Doukkala. Ti dve mošeji sta znani po tem, da sta del večjih večnamenskih dobrodelnih kompleksov, vključno s številnimi drugimi strukturami, kot so javni vodnjaki, hamami, medrese in knjižnice. To je pomenilo premik od prejšnjih vzorcev arhitekturnega pokroviteljstva in je morda nanj vplivala tradicija gradnje takšnih kompleksov v mameluški arhitekturi v Egiptu in külliyes osmanske arhitekture. Saadijci so obnovili tudi kraljevo palačo kompleks v kazbi v Marakešu zase, kjer je Ahmad al-Mansur je zgradil znamenito palačo El Badi (zgrajeno med letoma 1578 in 1593), ki je bila znana po vrhunskem okrasju in dragih gradbenih materialih, vključno z italijanskim marmorjem.
Alavidi, začenši z Moulaj Rašidom sredi 17. stoletja, so nasledili Saadije kot vladarji Maroka in so še danes vladajoča monarhija v državi. Posledično so številne mošeje in palače, ki danes stojijo v Maroku, nekoč zgradili ali obnovili Alavidi. Okrašeni arhitekturni elementi iz saadijskih stavb, najbolj znane iz njihove razkošne palače El Badi v Marakešu, so prav tako odstranili in ponovno uporabili v stavbah drugje med vladavina Moulaj Ismaila (1672–1727). Mulaj Ismail je znan tudi po tem, da je v Meknesu zgradil ogromen kompleks cesarske palače – podoben prejšnjim palačam-citadelam, vendar v večjem obsegu kot prej –, kjer so ostanki njegovih monumentalnih stavb še danes vidni. V njegovem času je bil tudi Tanger leta 1684 vrnjen pod nadzor Maroka in velik del mesta sedanja maroška in islamska arhitektura izvira iz njegove vladavine ali pozneje.
Leta 1765 je sultan Mohamed Ben Abdalah (vnuk Moulaja Ismaila) začel graditi novo pristaniško mesto, imenovano Essaouira (prej Mogador), ki stoji ob atlantski obali čim bližje njegovemu glavnemu mestu Marakešu, kamor se je poskušal preseliti in omejiti evropske trgovina. Za načrtovanje mesta je najel evropske arhitekte, kar je povzročilo relativno edinstveno Maroško zgrajeno mesto z zahodnoevropsko arhitekturo, zlasti v slogu svojih utrdb. Podobne obalne utrdbe ali bastijoni, običajno znani kot sqala, so bili istočasno zgrajeni v drugih pristaniških mestih, kot so Anfa (današnja Casablanca), Rabat, Larache in Tanger. Vse do poznega 19. stoletja in v začetku 20. stoletja so alavidski sultani in njihovi ministri nadaljevali z gradnjo čudovitih palač, od katerih se mnoge danes uporabljajo kot muzeji ali turistični znamenitosti, kot so palača El Bahia v Marakešu, Dar Džamai v Meknesu in Dar Batha v Fesu.

### Moderna in sodobna arhitektura: 20. stoletje do danes
V 20. stoletju je maroško arhitekturo in mesta oblikovalo tudi obdobje francoskega kolonialnega nadzora (1912–1956) kot tudi španska kolonialna vladavina na severu države (1912–1958). To obdobje je poleg evropskih zamisli o urbanističnem načrtovanju, ki so jih vsilile kolonialne oblasti, uvedlo nove arhitekturne sloge, kot so Art nouveau, Art déco in drugi modernistični slogi. Evropski arhitekti in načrtovalci so se oprli tudi na tradicionalno maroško arhitekturo, da bi razvili slog, ki se včasih imenuje Neo-Mauresque (podoben neomavrskemu) ali arabski ('arabizirajoči'), pri čemer se sodobna evropska arhitektura združuje s pridihom tradicionalne maroške arhitekture, z spodbudo francoskega rezidenčnega generala Huberta Lyauteya.
Francozi so prestolnico preselili v Rabat in poleg zgodovinskih medin (starih obzidanih mest) ustanovili številna Villes Nouvelles ('nova mesta'), ki so delovala kot nova upravna središča, ki so od takrat zrasla izven starih mest. Zlasti Casablanca se je razvila v veliko pristanišče in hitro postala najbolj naseljeno mestno središče v državi. Posledično je arhitektura mesta postala glavna razstava art decoja in kolonialne arhitekture mauresque. Pomembni primeri so meščanske stavbe na trgu Mohameda V. (Place Mohammed V.), stolnica Sacré-Coeur, kino Rialto v slogu art deco, Mahkamat al-Paša v neomavrskem slogu v okrožju Habous. Podobna arhitektura se je pojavila tudi v drugih večjih mestih, kot sta Rabat in Tanger, s primeri, kot so Gran Teatro Cervantes v Tangerju in Bank al-Maghrib ter poštne stavbe v središču Rabata. Drugod je manjše južno mesto Sidi Ifni prav tako znano po arhitekturi art deco iz časa španske okupacije.
Elie Azagury je postal prvi maroški modernistični arhitekt v 1950-ih. V poznejšem 20. stoletju in v 21. stoletju je sodobna maroška arhitektura prav tako še naprej izkazovala poklon tradicionalni arhitekturi države. V nekaterih primerih so bili najeti mednarodni arhitekti za načrtovanje stavb v maroškem slogu za velike kraljeve projekte, kot sta mavzolej Mohameda V. v Rabatu in ogromna mošeja Hasana II. v Casablanci. Monumentalna nova vrata kraljeve palače v Fesu, zgrajena v letih 1969–1971, so prav tako uporabila tradicionalno maroško obrt. Novi železniški postaji v Marakešu in Fesu sta primera tradicionalnih maroških oblik, prilagojenih moderni arhitekturi. Tradicionalni maroški slog ali njegove imitacije so pogosto uporabljali tudi pri načrtovanju novih hotelov.
Še naprej se uporablja tudi modernistična arhitektura, ki jo ponazarjajo stavbe, kot sta mošeja Sunna (1966) in Twin Center (1999) v Casablanci. Nedavno nekateri primeri velikih ali prestižnih arhitekturnih projektov iz 21. stoletja so razširitev letališča Menara v Marakešu (dokončano leta 2008), Nacionalno knjižnico Maroka v Rabatu (2008), nagrajena postaja za hitre vlake v Kenitri (odprta leta 2018), stolp Finance City Tower v Casablanca (dokončana leta 2019 in ena najvišjih stavb v Maroku) in novo Veliko gledališče v Rabatu Zahe Hadid (dokončano konec leta 2019).

## Konstrukcijske metode in materiali

### Nabita zemlja (pisé)
Ena najpogostejših vrst gradnje v Maroku je bila nabita zemlja, starodavna gradbena tehnika, ki jo najdemo po Bližnjem vzhodu, v Afriki in drugod. Znana je tudi kot pisé (iz francoščine) ali tabia (iz arabščine). Obzidje v Fesu, Marakešu in Rabatu je bilo na primer izdelano s tem postopkom, čeprav so bile nekatere pomembne strukture (kot so monumentalna vrata) zgrajene iz kamna. Na splošno so uporabljali lokalne materiale in je bila široko uporabljena zaradi nizkih stroškov in relativne učinkovitosti. Ta material je bil sestavljen iz blata in prsti različne konsistence (vse od gladke gline do kamnite prsti), običajno pomešane z drugimi materiali, kot sta slama ali apno za pomoč pri oprijemu. Dodatek apna je tudi naredil zidove trše in bolj odporne na splošno, čeprav se je to lokalno razlikovalo, saj je bila na nekaterih območjih prst, ki se je sama dobro strdila, na drugih pa ne. (Na primer, stene Fesa in bližnjega Meknesa vsebujejo do 47 % apna v primerjavi s približno 17 % v Marakešu in 12 % v Rabatu.) Tehnika je še danes v uporabi, čeprav sta se sestava in razmerje teh materialov sčasoma spreminjali, saj so nekateri materiali (na primer glina) postali relativno dražji od drugih (na primer gramoz).
Stene so bile zgrajene od spodaj navzgor. Delavci so stisnili in zapakirali material v odseke, dolge od 50 do 70 cm, od katerih so vsakega začasno držale skupaj lesene deske. Ko se je material usedel, so lahko lesene deske odstranili in postopek ponovili na vrhu predhodno dokončane ravni. Ta postopek začetnega lesenega opaža pogosto pušča sledi v obliki več vrst majhnih lukenj, ki so vidne na sprednji strani sten. V mnogih primerih so stene prekrili s premazom iz apna, štukature ali drugega materiala, da bi dobili gladko površino in bolje zaščitili glavno strukturo.
Ta vrsta konstrukcije je zahtevala dosledno vzdrževanje in obnavljanje, saj so materiali relativno prepustni in jih dež sčasoma lažje razjeda; v delih Maroka (zlasti v bližini Sahare) lahko kazbe in druge strukture, izdelane z manj trpežno sestavo (običajno brez apna), začnejo razpadati v manj kot nekaj desetletjih po tem, ko so bile opuščene. Stare strukture tega tipa kot take ostanejo nedotaknjene le, če se nenehno obnavljajo; nekateri odseki zidu so danes zaradi rednega vzdrževanja videti povsem novi, drugi pa propadajo.

### Opeka in kamen
Poleg zbite zemlje sta bila opeka in (zlasti v puščavskih regijah) na soncu sušena opeka prav tako pogosti vrsti materiala za gradnjo hiš, meščanske arhitekture in mošej. Številni srednjeveški minareti so na primer izdelani iz opeke, v mnogih primerih prekriti z drugimi materiali za dekoracijo. Kamnita zidava je bila uporabljena tudi v številnih pomembnih spomenikih, zlasti v obdobju Almohadov. Monumentalna almohadska vrata Bab Agnaou, Bab er-Rouah in glavna vrata kazbe Udayas (Bab Oudaia) so bila v veliki meri uporabljena iz klesanega kamna. Glavni almohadski minareti iz istega obdobja kažejo relativno variabilnost gradbenega materiala in metod, odvisno od regije in zahtev konstrukcije: minaret mošeje Kutubija je zgrajen iz lomljenega kamna z uporabo peščenjaka, Giralda iz Sevilje (v Španiji) je bil narejena iz lokalne opeke, ogromen, a nedokončan Hasanov stolp v Rabatu je bil narejen iz kamna, minaret mošeje Kazba v Marakešu pa je bil narejen z osnovo iz lomljenega kamna in glavnim delom iz opeke.

### Les
V veliki meri je bil uporabljen tudi les, vendar predvsem za strope in druge elemente nad višino oči, kot so nadstreški in zgornje galerije. Številne stavbe, kot so mošeje in mavzoleji, imajo poševne lesene okvirje ali strope, podobne artesonadu, lokalno znane kot berčla ali beršla, ki so jih pogosto vizualno izboljšali z uporabo geometrijskih vzorcev, kiparstvom in poslikani dekoraciji. Številna vrata, ulični vodnjaki in vhodi v mošeje so poudarjeni z izklesanimi lesenimi nadstreški, ki so bili značilni za maroško in mavrsko arhitekturo. Zlasti od marinidskega obdobja dalje je rezljan les postal glavna sestavina arhitekturne dekoracije.
- Okrašen strop iz berkle v Saadijskih grobnicah iz 16. stoletja
- Leseni nadstrešek nad vhodom v mošejo Abu al-Hasana iz 14. stoletja
- Lesorez iz obdobja marinidov v Funduq Staouniyyin (14. stoletje)

Les je na splošno izviral iz maroških ceder (Cedrus atlantica), še danes zelo cenjenih, ki so nekoč v izobilju rasle na gorskih pobočjih po vsej državi, zdaj pa so delno ogrožene in omejene na gozdove Srednjega Atlasa. Občasno so uporabljali tudi druge vrste lesa. Slavni minbar mošeje Kutubija, ki je bil izdelan v Cordobi (Španija), preden so ga poslali v Marakeš, je bil narejen predvsem iz cedrovine, vendar je bila intarzija izboljšana z bolj eksotičnim lesom različnih barv, kot sta žižola in aDalbergia melanoxylon.

### Drugi materiali za dekoracijo
Zelo viden in značilen element maroške in mavrske arhitekture je velika uporaba izrezljane štukature za dekoracijo sten in stropov. Štukatura, ki je razmeroma poceni in jo je enostavno izklesati, je bila izrezljana in poslikana z motivi iz širokega repertoarja, vključno s cvetličnimi in rastlinskimi motivi (arabeska), geometrijskimi vzorci, kaligrafskimi kompozicijami in oblikami muqarnas. (To so bile tudi običajne značilnosti v izklesanem lesenem okrasju.)
Ploščice, predvsem v obliki mozaičnih ploščic, imenovanih zellij, so bile standardni okrasni element ob spodnjih delih sten in za tlakovanje tal. Sestavljen je bil iz ročno rezanih kosov fajanse v različnih barvah, ki so bili združeni v dovršene geometrijske motive, ki so pogosto temeljili na žarečih zvezdastih vzorcih. Zellij se je v regiji pojavil v 10. stoletju in se razširil v 14. stoletju v obdobju Marinidov. Morda je bil navdihnjen ali izpeljan iz bizantinskih mozaikov, nato pa so ga muslimanski obrtniki prilagodili za ploščice iz fajanse. Ploščice so najprej izdelane v obliki glaziranih kvadratov, običajno 10 × 10 cm, nato pa jih ročno razrežejo v različne vnaprej določene oblike (običajno na pamet naučene), potrebne za oblikovanje splošnega vzorca. Ta vnaprej določen nabor oblik, združenih za ustvarjanje različnih kompleksnih vzorcev, je znan tudi kot metoda hasba. Čeprav se natančni vzorci razlikujejo od primera do primera, so osnovna načela nespremenjena že stoletja in maroški obrtniki so še danes spretni pri izdelavi le-teh.
Kovina, zlasti bron in baker, je bila tudi uporabljena za dekoracijo ali zaščito nekaterih elementov. Predvsem so bila vrata mnogih srednjeveških mošej in medres pokrita z bronasto ali bakreno prevleko, ki je bila izrezljana in izklesana z geometrijskimi, arabesknimi in kaligrafskimi motivi. Najstarejše ohranjene bronaste umetnine v mavrsko-maroški umetnosti so na primer bronasti elementi iz 12. stoletja, najdeni na več vratih mošeje Karauin v Fesu.

## Arhitekturne značilnosti

### Loki

#### Podkvasti lok
Morda je najbolj značilen tip loka maroške in zahodne islamske arhitekture nasploh je tako imenovani mavrski ali podkvasti lok. To je lok, pri katerem se krivulje loka nadaljujejo navzdol mimo vodoravne srednje osi kroga in se začnejo ukrivljati druga proti drugi, namesto da bi bile le polkrožne (tvorijo samo polovico kroga). Ta profil loka je postal skoraj vseprisoten v regiji od samega začetka islamskega obdobja. Videti je, da izvor tega loka sega v prejšnje obdobje, bizantinsko obdobje v Sredozemlju, saj se njegove različice pojavljajo v stavbah iz bizantinskega obdobja v Kapadokiji, Armeniji in Siriji. Pogosto se pojavljajo tudi v vizigotskih cerkvah na Iberskem polotoku (5.–7. stoletje). Morda zaradi tega vizigotskega vpliva so bili podkvasti loki kasneje še posebej prevladujoči v Al Andaluzu pod Omajadi iz Cordobe, čeprav je bil andaluzijski lok nekoliko drugačnega profila kot vizigotski lok. Loki niso bili uporabljeni samo za podporo teže konstrukcije nad njimi. Kot dekorativni elementi so bili uporabljeni tudi slepi loki in obokane niše. Mihrab (niša, ki simbolizira kiblo) mošeje je bila skoraj vedno v obliki podkvastega loka. Od obdobja Almoravidov so se v regiji začeli pojavljati prvi koničasti ali zlomljeni podkvasti loki in so postali bolj razširjeni v obdobju Almohadov. Ta lok je verjetno severnoafriškega izvora, saj so bili koničasti loki prisotni že v zgodnejši fatimidski arhitekturi bolj vzhodno.

#### Večlistni lok
Večlistni loki imajo svoje najzgodnejše precedense v fatimidski arhitekturi v Ifrikiji in Egiptu in so se pojavili tudi v andaluzijski arhitekturi, kot je palača Aljaferia. V obdobju Almoravidov in Almohadov je bil ta tip loka dodatno izpopolnjen za dekorativne funkcije, medtem ko so bili podkvasti loki še naprej standardni drugod. Pojavlja se v Veliki mošeji v Tlemcenu (v Alžiriji) in mošeji v Tinmalu. [2]: 232
- Večlistni loki v almoravidski Qubba v Marakešu
- Večlistni lok v mošeji Tinmal

#### Lok z muqarnami
Tako imenovani lambrequin lok ali lok z muqarnami z bolj zapletenim profilom režnjev in konic je bil prav tako uveden v obdobju Almoravidov, z zgodnjim pojavom v pogrebnem delu mošeje Karauin iz zgodnjega 12. stoletje. Nato je postalo običajno v poznejši almohadski in marinidski arhitekturi (pa tudi v nasridski arhitekturi v Španiji), pogosto za poudarjanje lokov v bližini mihraba v mošeji. Ta tip loka se včasih imenuje tudi lok z muqarnami zaradi podobnosti s profilom muqarnas in zaradi domneve, da izhaja iz uporabe samih muqarnas. Ta tip loka se je dejansko pogosto uporabljal z muqarnami, ki kiparijo vzdolž intradosov (notranjih površin) loka.
- Lambrequin loki v mošeji Tinmal
- Lambrequin ok z muqarnami v medresi al-Attarine v Fesu

### Dekoracija

#### Cvetlični in rastlinski motivi
Arabeske ali cvetlični in rastlinski motivi izhajajo iz dolge tradicije podobnih motivov v sirskem, helenističnem in rimskem arhitekturnem okrasju. Zgodnji arabeskni motivi v omajadski Cordobi, kot so tisti v Veliki mošeji ali Medina Azahara, so še naprej uporabljali akantove liste in motive vinske trte iz te helenistične tradicije. Almoravidska in almohadska arhitektura je bolj uporabljala splošen progasti listni motiv, ki se je pogosto zvijal in cepil na neenake dele vzdolž simetrične osi. Predstavljene so bile tudi slike palmet in v manjši meri školjk in borovih storžev. V poznem 16. stoletju je saadijska arhitektura včasih uporabljala motiv v obliki mandorle (ali mandljaste oblike), ki je lahko bil pod osmanskim vplivom.
- Arabeskni motivi in podoba palmete, vklesana v streho Marinidskih vrat v Chellahu v Rabatu
- Arabeske in motivi borovih storžev skupaj s kufskimi napisi okoli mihraba medrese Ben Jusuf v Marakešu
- Arabeske, izrezljane v štukaturi nad obokom v medresi al-Attarine v Fesu

#### Motivi Sebka
Različne vrste prepletajočih se pastilam podobnih motivov so močno prisotne na površini minaretov, začenši v obdobju Almohadov (12.–13. stoletje), kasneje pa jih najdemo v drugih dekoracijah, kot je izrezljana štukatura vzdolž sten v marinidski (in nasridski) arhitekturi, ki je sčasoma postala standardna funkcija v maroškem okrasnem repertoarju v kombinaciji z arabesko. Ta motiv, običajno imenovan sebka (kar pomeni 'mreža'),:80 nekateri učenjaki verjamejo, da izvira iz velikih prepletenih lokov v razširitvi Velike mošeje v Cordobi iz 10. stoletja, ki jo je izdelal kalif al- Hakam II. Nato so to miniaturizirali in razširili v ponavljajoči se mrežasti vzorec, ki lahko prekrije površine. Ta motiv pa je imel veliko podrobnih različic. Ena običajna različica, ki so jo maroški rokodelci imenovali dardž va ktaf ('korak in rama'), uporablja izmenično ravne in ukrivljene črte, ki se križajo na svojih simetričnih oseh in tvorijo motiv, ki je približno podoben liliji oz. oblika palmete. Druga različica, ki jo pogosto najdemo tudi na minaretih v menjava z dardž va ktafom, sestoji iz prepletajočih se večlistnih/mnogrobastih lokov, ki tvorijo ponavljajočo se delno trolistno obliko.
- Motiv sebka ali dardž va ktaf na eni od fasad stolpa Hasan v Rabatu
- Različica motiva sebka, s trolistno obliko, na eni od fasad minareta mošeje Kazba v Marakešu
- Motiv 'saebka, poln arabesk, v izrezljani štukaturni dekoraciji medrese Ben Jusuf
- Dardž va ktaf motiv na Bab Mansurju v Meknesu

#### Geometrijski vzorci
Geometrijski vzorci, ki so najpogosteje uporabljali sekajoče se ravne črte, ki se vrtijo, da tvorijo žareč zvezdni vzorec, so bili pogosti v islamski arhitekturi na splošno in v maroški arhitekturi. Najdemo jih v izrezljani štukaturi in dekoraciji iz lesa, predvsem pa v mozaičnih ploščicah zellij. Najdemo tudi druge poligonske motive, pogosto v kombinaciji z arabeskami.
- Motivi dvanajstkrake zvezde v ploščicah zellij v Saadijskih grobnicah v Marakešu
- Geometrijski vzorci v ploščicah zellij v medresi Al-Attarine v Fesu
- Geometrijski motivi na bronasti oplati vrat medrese Al-Attarine
- Geometrijski vzorci v lesenem stropu v medresi Ben Jusuf v Marakešu

#### Epigrafika in arabska kaligrafija
Številni islamski spomeniki vsebujejo takšne ali drugačne napise, ki služijo za dekoracijo ali informiranje ali oboje. Arabska kaligrafija je bila tako kot v drugih delih muslimanskega sveta tudi oblika umetnosti. Številne stavbe so imele temeljne napise, v katerih sta zapisana letnica izgradnje in pokrovitelj. Napisi so lahko vključevali tudi verze iz Korana, spodbude Bogu in druge versko pomembne odlomke. Zgodnji napisi so bili na splošno napisani v kufski pisavi, slogu, v katerem so bile črke napisane z ravnimi črtami in so imele manj okraskov. V nekoliko poznejšem obdobju, predvsem v 11. stoletju, so bile kufske črke obogatene z okraski, zlasti za zapolnitev praznih prostorov, ki so bili običajno prisotni nad črkami. To je povzročilo dodajanje cvetličnih oblik ali arabesknih ozadij kaligrafskim kompozicijam. V 12. stoletju se je začela pojavljati bolj kurzivna pisava, čeprav je postala običajna šele v spomenikih iz marinidskega obdobja (13.-14. stoletje) in naprej. Kufska pisava je bila še vedno uporabljena, zlasti za bolj formalne ali slovesne napise, kot je verska vsebina pa tudi v bolj strogo dekorativni obliki, kot izhodišče za motiv prepletanja, ki ga je bilo mogoče vtkati v večje arabeskno ozadje.

#### Muqarnas
Muqarnas, včasih imenovane tudi 'satovje' ali 'kapniki', so sestavljene iz tridimenzionalnega geometrijskega prizmatičnega motiva, ki je med najbolj značilnimi značilnostmi islamske arhitekture. Ta tehnika je nastala bolj vzhodno v Iranu, preden se je razširila po muslimanskem svetu. V Maroko so to tehniko prvi uvedli Almoravidi, ki so jo začeli uporabljati v začetku 12. stoletja v Qubba Badijin v Marakešu in v mošeji Karauin v Fesu. Najzgodnejše oblike muqarnas v islamski arhitekturi so bile uporabljene kot trompa ali pendantiv na vogalih kupol in so bile hitro prilagojene drugim arhitekturnim uporabam. V zahodnem islamskem svetu so bile še posebej dinamične in so jih med drugim uporabljali za izboljšanje celotnih obokanih stropov, zapolnitev določenih navpičnih prehodov med različnimi arhitekturnimi elementi in celo za poudarjanje prisotnosti oken na sicer ravnih površinah.

### Okras v ljudski arhitekturi
Ljudska arhitektura pretežno amaziških (berberskih) regij v Maroku, kot so gorovje Atlas in južne oaze, je znana po prisotnosti geometrijskih motivov (imenovanih lasserift), ki se uporabljajo za okrasitev zunanjosti podeželskih kazb in drugih uglednih domov. Ti motivi so simbolični za amaziško arhitekturo in jih najdemo v ljudski arhitekturi v drugih delih Severne Afrike. Ta uporaba geometrijskih motivov naj bi izvirala iz davnih časov: Henri Terrasse je verjel, da je obstajala že pred 1. tisočletjem pred našim štetjem zaradi razširjenosti v Aziji in drugod, medtem ko zgodovinar Gabriel Camps datira njihov izvor v prisotnost kartažanske kulture v 1. tisočletju pred našim štetjem. Kljub temu se je umetnost teh okraskov skozi čas razvijala in spreminjala.
Motivi so običajno sestavljeni iz kombinacije krogov, rozet, šesterokotnikov, rombov, šahovnic in križev. Te strukture so bile zgrajene iz nabite zemlje in blatne na soncu sušene opeke, zato so bili motivi tradicionalno ustvarjeni z zidanjem zidakov z vdolbinami vzdolž njihove površine ali s polaganjem opeke bolj nazaj, da bi oblikovali vdolbine. Od začetka 20. stoletja so ti motivi začeli postajati bolj zapleteni in artikulirani, deloma zaradi vse večjih povezav med oaznimi regijami in urbano kulturo večjih mest, kot je Marakeš. Vzorci iz širših elementov, ki so jih tvorile vdolbine opeke in niše, so bili nadomeščeni z ožjimi, finejšimi motivi iz črt, ki so bile vrezane neposredno v stenske površine. Salima Naji, maroška arhitektka in avtorica berberske arhitekture, ugotavlja da ti bolj linearni okraski, čeprav bolj zapleteni, nimajo ravnovesja in stroge kompozicije starejših motivi.
- Niša in linearna dekoracija v Kazbi Taourirt v Ouarzazate
- Tighremt v Ait Ben-Haduju z dekoracijo
- Detajl dekoracije na hiši v Ait Ben-Haduju
- Podkvasti loki v oknih kazbe Amridil

Nekateri lokalni dvorci, kot sta kazba Telouet in kazba Taourirt, ki ju je uporabljal klan Glaoui, so prav tako gostili okrasje in obrt, ki sta bolj značilna za imperialna mesta Maroka in širše islamske arhitekturne sloge, ki so tam prevladoval ali so v nekaterih primerih mešali te tradicije z lokalnimi okrasnimi tradicijami. Podkvasti loki, ki so bili pogosto uporabljeni v arhitekturnih tradicijah po vsej regiji, so bili pogosto uporabljeni tudi v lokalni arhitekturi Amazighov. Ker loki v arhitekturi z nabito zemljo niso služili strukturnim namenom, je bila njihova funkcija predvsem dekorativna, uporabljali so jih za vrata, okna in slepe loke ali niše.
V večjih stanovanjih so poleg zunanjih stenskih motivov lahko krasili tudi vrata in strope. Izpričani sta dve glavni vrsti stropov: stropi iz lesa in stropi iz trstike. Prvi tip tipično sestavljajo lesene plošče, katerih površine so bile poslikane z lokalnimi geometrijskimi motivi, islamskimi geometrijskimi motivi, poznanimi v večjih mestih, in epigrafskimi napisi. Strope iz trstičja, ki so bili zgrajeni s stebli trstičja, je bilo mogoče razporediti v osnovne dvo- ali tridimenzionalne vzorce in jih nato izboljšati z rdečo in črno barvo.
Tradicionalna vrata, izdelana iz lesa, so bila izrezljana in poslikana z različnimi geometrijskimi motivi, na katere so verjetno vplivali urbani islamski motivi, vendar so jih interpretirali lokalni obrtniki, pogosto manj natančno. Vrata so lahko bila tudi poslikana ali izrezljana s talismanskimi pečati, ki spominjajo na medaljone ali amuletom podobne kompozicije, ki vsebujejo napisane besede in druge simbole, kot je Salomonov pečat, mihrabu podobni motivi in upodobitve khamse. Salima Naji ugotavlja, da naj bi nekateri od teh okraskov imeli magične lastnosti, vendar so se v nekaterih primerih umetniške oblike verjetno obdržale brez magičnih konotacij.